# Graeme Koehne
Graeme John Koehne (* 3. August 1956 in Adelaide, South Australia) ist ein australischer Komponist und Hochschullehrer. 

## Leben
Er studierte am Elder Conservatorium of Music der University of Adelaide Komposition bei Richard Meale und war zeitweise Tutor sowie Dozent an der University of New England. Mit einem Harkness Fellowship (1984) ergänzte er in den Jahren 1985 bis 1987 seine Studien an der Yale University teils privat bei Jacob Druckman, Louis Andriessen und Virgil Thomson.
1987 kam er zurück nach Australien und wurde Kompositionslehrer an der University of Adelaide, seit 2005 lehrt er dort als Professor.
In seinem Werk vereinigt er unterschiedlichste Einflüsse – aus der traditionellen klassischen Musik, aber auch aus der populären Musik, aus Filmmusik und Jazz. Sein Stil wird als tonal und postmodern beschrieben. Er ist vor allem für seine Orchester- und Ballettmusik bekannt. Seine Orchestertrilogie Unchained Melody, Powerhouse and Elevator Music spielt mit Elementen aus Hollywood- und Zeichentrick-Soundtracks – etwa von Carl Stalling zu Looney Tunes – und aus der lateinamerikanischen Tanzmusik, zudem verarbeitet sie Einflüsse von John Barry, Henry Mancini, Nelson Riddle und Les Baxter.

## Auszeichnungen
Bereits 1982 gewann er den Young Composers Award beim Adelaide Festival of Arts für sein Orchesterwerk Rain Forest. 2001 wurde er mit der Centenary Medal ausgezeichnet, 2004 erhielt er den Sir Bernard Heinze Memorial Award, 2009 bekam er für Tivoli Dances einen Classical Music Award für das Orchestral Work of the Year. 2014 wurde er zum Officer of the Order of Australia ernannt.

## Werke
- Rain Forest für Orchester, 1981
- The Selfish Giant, (Ballett nach Oscar Wilde), 1982
- Nearly Beloved, Ballett, 1986
- Gallery, Ballett, 1987, daraus: Nocturne für Orchester, 1988
- Rhythmic Birds of the Antipodes, Ballett, 1988, daraus: Voyage Within für Orchester, 1988
- Once Around the Sun, Ballett, 1988
- Unchained Melody für Orchester, 1990
- Love Burns, Kammeroper, 1992
- Powerhouse für Orchester, 1993
- Elevator Music für Orchester, 1997
- In-Flight Entertainment für Oboe und Orchester, 2000
- High Art für Trompete und Orchester, 2003
- Tivoli Dances für Orchester, 2005
- Forty Reasons to be Cheerful: Festive Fanfare für Orchester, 2013
- Song of the Open Road für Orchester, 2017